# Lad lit
Lad lit – termin określający odmianę literatury popularnej, głównie brytyjskiej spopularyzowaną w latach 90. XX wieku. Powieści lad lit opowiadały o niepokojach, dojrzewaniu i zyskiwaniu poczucia odpowiedzialności głównego bohatera, samotnego mężczyzny w wieku około 30 lat.
Do powieści lad lit należą m.in. Futbolowa gorączka (1992) i Wierność w stereo (1995) Nicka Hornby’ego oraz White City Blue Tima Lotta.